# Emilio Caceres
Emilio Caceres (Corpus Christi (Texas), 24 september 1897 – San Antonio, 10 februari 1980) was een Amerikaanse violist en arrangeur in de jazz- en amusementsmuziek.

## Biografie
Emilie Caceres was een oudere broer van de jazzsaxofonist en -klarinettist Ernie Caceres. Als kind had hij klassieke vioolles. Hij speelde het eerst voor de radio in 1925, voor WCAR Radio in San Antonio. Cacares, als violist beïnvloed door Joe Venuti, begon in de jaren 30 met een swingorkest in en rond San Antonio op te treden (Emilio Caceres y su orquesta del Club Aguila). In Texas Hotel werden in 1934 meerdere nummers, zoals het vocale nummer El Rancho Grande opgenomen die door Victor en Bluebird Records in Amerika en Mexico werden uitgebracht. In de late jaren 30 werkte hij eerst in Detroit en daarna aan de Oostkust met zijn broer Ernie. Hij vormde met Ernie en gitarist Johnny Gomez, een neef, een trio, waarmee hij in 1937 opnames maakte voor Victor. Tevens speelde Caceres mee op opnames van zijn broer. Hoogtepunt voor het trio was een optreden in de nationaal uitgezonden radioshow Camel Caravan onder leiding van Benny Goodman.
De opnames van het trio waren, vanwege de combinatie van viool en baritonsaxofoon, vrij ongewoon (Gunther Schuller noemde het een improbable imstrumental combination). Volgens Nat Hentoff was de opname What's the Use een fascinerend stukje hotjazz op de viool; Emilio Caceres was onmiskenbaar een hot-violist met betrekking tot de timing, frasering en de toonsoort. Verdere muzikale invloeden kwamen uit de norteño en tex-mex, alsook de jazz uit die tijd.
Eind jaren 30 nam het trio de nummers The Last Roundup, Humoreske in Swing (van Dvořák en gearrangeerd door Caceres) en Amor Y Misterios op, evenals de jazzstandards I Got Rhythm, China Boy en Runnin’ Wild. Het meeste succes had het drietal met Jig in G.
Zijn broer ging in 1938 bij Jack Teagarden spelen. Emilio speelde korte tijd bij Tommy Dorsey en leidde daarna in San Antonio een eigen bigband, tevens had hij een wekelijkse radioshow. In 1949 maakte hij met een onbekend orkest opnames (Dark Eyes/Ojos negros) en in de jaren vijftig maakte hij opnames met zijn eigen orkest. Tevens speelde hij met regionale bands, zoals in 1973 met het Texas Ragtime Orchestra.
In tegenstelling tot zijn broer Ernie heeft Emilio Caceres maar weinig opgenomen. Volgens discograaf Tom Lord was hij tussen 1937 en 1969 in de jazz actief in vier opnamesessies. De laatste was in 1969, toen hij met zijn broer de LP Ernie & Emilio maakte.
Caceres behoort met Jimmy Bell, Al Duffy en Clarence Moore tot de jazzviolisten die in vergelijking met mannen als Stéphane Grappelli, Stuff Smith, Eddie South en Joe Venuti in de jaren 30 en 40 niet erg bekend waren.

## Discografie
- Hot Swing Fiddle Classics (Folklyric/Arhoolie Productions, 1979), anthologie met opnames van Emilio Caceres, Svend Asmussen en Stuff Smith